# Artannes-sur-Thouet
Artannes-sur-Thouet település Franciaországban, Maine-et-Loire megyében. Lakosainak száma 410 fő (2022. január 1.). Artannes-sur-Thouet Le Coudray-Macouard, Distré, Saint-Just-sur-Dive és Bellevigne-les-Châteaux községekkel határos.

## Népesség
A település népességének változása:
| Lakosok száma | 148  | 292  | 328  | 458  | 413  | 422  | 424  | 428  | 422  | 410  |
|               | 1968 | 1982 | 1990 | 2006 | 2013 | 2015 | 2017 | 2019 | 2020 | 2022 |